# Jean François Gillet
Jean François Gillet (Liegi, 31 maggio 1979) è un allenatore di calcio ed ex calciatore belga, di ruolo portiere, preparatore dei portieri dello Standard Liegi.
Militante nei campionati italiani per 15 anni consecutivi (dal 1999 al 2014), con 357 incontri disputati in Serie B è attualmente il calciatore straniero con più presenze nel campionato cadetto.

## Caratteristiche tecniche
Portiere abilissimo nel parare i calci di rigore, in carriera ne ha neutralizzati più di 30. Eccezionale, in tal senso, la prestazione contro l'Anderlecht del 4 ottobre 2015: tre rigori parati nell'arco dei novanta minuti. Bravo anche coi piedi.

## Calcioscommesse
Nel mese di agosto 2012 viene iscritto, insieme ad altri suoi ex compagni del Bari, nel registro degli indagati dalla Procura di Bari per frode sportiva riguardo ad alcune partite del Bari truccate in passato.
Il 16 luglio 2013, Gillet viene condannato dalla Commissione Disciplinare Nazionale della FIGC a 3 anni e 7 mesi di squalifica, pena poi confermata anche in appello il 27 luglio.
Il 24 gennaio 2014, il TNAS gli riduce la squalifica a tredici mesi.
Il 30 maggio 2016, in relazione alle partite Salernitana-Bari 3-2 del 2008-2009 e Bari-Treviso 0-1 del 2007-2008, viene assolto nel processo penale a Bari mentre la procura aveva chiesto 1 anno di reclusione e 12.000 euro di multa.

## Carriera

### Club

#### Inizi: Standard Liegi e Monza
Inizia la sua carriera professionistica nelle giovanili dello Standard Liegi, venendo convocato anche in prima squadra a 17 anni. Nel 1996 debutta nel massimo campionato belga, e la stagione seguente scende in campo in altre due occasioni.
Nell'estate del 1999, all'età di vent'anni, passa a titolo definitivo al Monza, all'epoca in Serie B. Promosso subito titolare della squadra, disputa una stagione di notevole livello, giocando 33 partite.

#### Bari e la parentesi a Treviso
Dopo aver disputato quattro partite di campionato ad agosto con il Monza, negli ultimi giorni di calciomercato accetta il trasferimento al Bari, in Serie A, che lo acquista per 5 miliardi di lire.
La sua prima stagione in massima serie, nonostante 20 presenze e grandi prestazioni tra i pali, è contrassegnata dall'accusa per doping. Dopo la partita Bari-Reggina del 21 gennaio, infatti, diventa il primo giocatore in Italia ad essere rinviato a giudizio per la positività al Nandrolone ed è costretto dal tribunale sportivo a una squalifica di quattro mesi. Il tribunale di Bari, in seguito, che in prima istanza aveva chiesto due mesi di reclusione e una multa pecuniaria, riconoscerà al portiere molte attenuanti, riducendo la pena a soli 4000 euro di sanzione.
Nei successivi dieci anni veste la maglia del Bari tra Serie A e Serie B, con l'eccezione di una piccola parentesi di 44 partite nella stagione 2003-2004 con la maglia del Treviso, a causa di alcuni dissapori con l'allora tecnico della formazione biancorossa Marco Tardelli.
Il 13 marzo 2008 rinnova con i pugliesi fino al 2011.
Nel 2007 giunge a Bari Antonio Conte, e Gillet, con le sue spiccate doti tecniche, si rivela il portiere ideale per lo schema dell'allenatore, che prevede l'inizio dell'azione proprio dall'estremo difensore.. La squadra trionfa nel campionato, ritrovando la massima serie dopo otto anni di assenza.
Nella stagione 2009-2010, si conferma ancora ad altissimi livelli, subendo soltanto sette reti nelle prime 12 giornate, contribuendo, con la coppia difensiva Andrea Ranocchia-Leonardo Bonucci, a confermarsi la difesa meno battuta d'Europa.
Il 18 marzo 2010 rinnova con il Bari fino al 2014., e il 12 settembre 2010 diventa ufficialmente il "fedelissimo" del Bari: in occasione dell'incontro Napoli-Bari raggiunge infatti le 319 presenze con la maglia dei pugliesi superando così in testa alla classifica di presenze con i biancorossi un'altra leggenda del calcio barese, Giovanni Loseto. Per questo motivo il sindaco di Bari Michele Emiliano ha consegnato al portiere belga le chiavi della città in segno dell'attaccamento alla società e alla città. Anche in questa stagione Gillet si conferma un formidabile pararigori: ne para due a Totti, nel corso delle due partite tra Bari e Roma, ed uno a Robert Acquafresca del Cagliari. Alla fine della stagione, tuttavia, il Bari retrocede nuovamente in Serie B.

#### Il passaggio al Bologna
Il 29 giugno 2011 il portiere belga passa ufficialmente al Bologna per 1,4 milioni di euro. Scelto come portiere titolare, esordisce con la maglia rossoblu l'11 settembre 2011 nella sconfitta esterna contro la Fiorentina. Disputa in tutto 29 partite con 32 gol subiti, contribuendo al nono posto finale della squadra.

#### L'esperienza al Torino
Il 5 luglio 2012 è ufficiale il suo trasferimento a titolo definitivo per 1,7 milioni di euro al Torino, con cui firma un contratto triennale. In granata ritrova così l'allenatore Gian Piero Ventura che lo ha avuto a Bari. Esordisce in campionato il 26 agosto contro il Siena in cui la partita rimane a reti bianche.
Il 6 giugno 2013 sul filone Bari-bis del calcioscommesse, viene deferito per illecito sportivo e, il 16 luglio 2013 viene squalificato per 3 anni e 7 mesi per doppio illecito nelle presunte combine di Bari-Treviso (11 maggio 2008) e Salernitana-Bari (23 maggio 2009).
Il 24 gennaio 2014 il TNAS riduce la squalifica a tredici mesi (di cui cinque già scontati). Ritorna a giocare il 17 agosto nella triangolare in amichevole a Mondovì contro il Bra e il Virtus Mondovì. Viene nuovamente convocato in una partita ufficiale dal tecnico Gian Piero Ventura nella partita giocata a Spalato contro il RNK Spalato dei play-off di Europa League il 22 agosto. Il 18 settembre gioca la prima partita da titolare del Torino dopo la fine della squalifica sempre in Europa League contro la squadra belga del Club Bruges nella partita che si conclude 0-0 grazie anche a sue decisive parate.
Complessivamente con il Torino ha messo insieme 52 presenze e 69 gol subiti.

#### Il passaggio al Catania e il ritorno in Belgio
Il 30 gennaio 2015 passa in Serie B al Catania, firmando fino al 2017.
Il 13 luglio seguente, in seguito allo scandalo calcioscommesse che ha travolto gli etnei, passa in prestito con diritto di riscatto a favore del club belga del Mechelen.
Il 4 ottobre, durante la partita di campionato in trasferta contro l'Anderlecht, para tre calci di rigore, tirati da tre giocatori diversi. La sua squadra riuscirà a pareggiare (1-1) grazie ad un autogol al 94º. Colleziona 35 presenze complessive in stagione.
Il 4 luglio 2016 fa ufficialmente ritorno allo Standard Liegi dopo 17 anni.. Il 18 maggio 2021 annuncia il ritiro dal calcio giocato.

### Nazionale
Milita in tutte le selezioni giovanili dall'Under-15 in su, prendendo parte al Mondiale Under-20 del 1997 e all'Europeo Under-21 del 2002.
Nell'agosto 2009, all'età di trent'anni, riceve la prima convocazione nella nazionale maggiore in vista del doppio impegno di qualificazione al Mondiale 2010 contro Spagna e Armenia. Esordisce il 5 settembre 2009 in casa degli iberici, parando un rigore a David Villa; il Belgio, tuttavia, viene sconfitto per 5-0.
All'età di 37 anni viene convocato come terzo portiere per l'Europeo 2016 in Francia.

### Allenatore

#### Standard Liegi
Nel 2021, una volta ritirato, entra subito a far parte dello staff tecnico dello Standard Liegi, in qualità di preparatore dei portieri.

## Statistiche

### Presenze e reti nei club
Statistiche aggiornate al 22 maggio 2021.
| Stagione              | Squadra               | Campionato            | Campionato | Campionato | Coppe nazionali | Coppe nazionali | Coppe nazionali | Coppe continentali | Coppe continentali | Coppe continentali | Altre coppe | Altre coppe | Altre coppe | Totale | Totale |
| Stagione              | Squadra               | Comp                  | Pres       | Reti       | Comp            | Pres            | Reti            | Comp               | Pres               | Reti               | Comp        | Pres        | Reti        | Pres   | Reti   |
| --------------------- | --------------------- | --------------------- | ---------- | ---------- | --------------- | --------------- | --------------- | ------------------ | ------------------ | ------------------ | ----------- | ----------- | ----------- | ------ | ------ |
| 1996-1997             | Standard Liegi        | D1                    | 1          | 0          | CB              | 0               | 0               | -                  | -                  | -                  | -           | -           | -           | 1      | 0      |
| 1997-1998             | Standard Liegi        | D1                    | 2          | -2         | CB              | 0               | 0               | -                  | -                  | -                  | -           | -           | -           | 5      | -6     |
| 1998-1999             | Standard Liegi        | D1                    | 4          | -5         | CB              | 0               | 0               | -                  | -                  | -                  | -           | -           | -           | 5      | -6     |
| 1999-2000             | Monza                 | B                     | 33         | -40        | CI              | 2               | -3              | -                  | -                  | -                  | -           | -           | -           | 35     | -43    |
| ott. 2000             | Monza                 | B                     | 4          | -5         | CI              | 1               | -1              | -                  | -                  | -                  | -           | -           | -           | 5      | -6     |
| Totale Monza          | Totale Monza          | Totale Monza          | 37         | -45        |                 | 3               | -4              |                    | -                  | -                  |             | -           | -           | 40     | -49    |
| 2000-2001             | Bari                  | A                     | 20         | -35        | CI              | -               | -               | -                  | -                  | -                  | -           | -           | -           | 20     | -35    |
| 2001-2002             | Bari                  | B                     | 33         | -43        | CI              | 0               | 0               | -                  | -                  | -                  | -           | -           | -           | 33     | -43    |
| 2002-2003             | Bari                  | B                     | 23         | -24        | CI              | 2               | 0               | -                  | -                  | -                  | -           | -           | -           | 25     | -24    |
| 2003-2004             | Treviso               | B                     | 44         | -48        | CI              | 0               | 0               | -                  | -                  | -                  | -           | -           | -           | 44     | -48    |
| 2004-2005             | Bari                  | B                     | 41         | -33        | CI              | 2               | -3              | -                  | -                  | -                  | -           | -           | -           | 43     | -36    |
| 2005-2006             | Bari                  | B                     | 41         | -46        | CI              | 2               | -2              | -                  | -                  | -                  | -           | -           | -           | 43     | -48    |
| 2006-2007             | Bari                  | B                     | 42         | -46        | CI              | 1               | -1              | -                  | -                  | -                  | -           | -           | -           | 43     | -47    |
| 2007-2008             | Bari                  | B                     | 40         | -52        | CI              | 1               | 0               | -                  | -                  | -                  | -           | -           | -           | 41     | -52    |
| 2008-2009             | Bari                  | B                     | 40         | -30        | CI              | 2               | -1              | -                  | -                  | -                  | -           | -           | -           | 42     | -31    |
| 2009-2010             | Bari                  | A                     | 37         | -46        | CI              | 1               | -1              | -                  | -                  | -                  | -           | -           | -           | 38     | -47    |
| 2010-2011             | Bari                  | A                     | 36         | -53        | CI              | 0               | 0               | -                  | -                  | -                  | -           | -           | -           | 36     | -53    |
| Totale Bari           | Totale Bari           | Totale Bari           | 353        | -408       |                 | 11              | -8              |                    | -                  | -                  |             | -           | -           | 364    | -416   |
| 2011-2012             | Bologna               | A                     | 29         | -32        | CI              | 1               | -1              | -                  | -                  | -                  | -           | -           | -           | 30     | -33    |
| 2012-2013             | Torino                | A                     | 37         | -53        | CI              | 1               | -2              | -                  | -                  | -                  | -           | -           | -           | 38     | -55    |
| 2013-2014             | Torino                | A                     | 0          | 0          | CI              | 0               | 0               | -                  | -                  | -                  | -           | -           | -           | 0      | 0      |
| 2014-gen. 2015        | Torino                | A                     | 12         | -14        | CI              | 0               | 0               | UEL                | 2                  | 0                  | -           | -           | -           | 14     | -14    |
| Totale Torino         | Totale Torino         | Totale Torino         | 49         | -67        |                 | 1               | -2              |                    | 2                  | 0                  |             | -           | -           | 52     | -69    |
| gen.-giu. 2015        | Catania               | B                     | 16         | -20        | CI              | -               | -               | -                  | -                  | -                  | -           | -           | -           | 16     | -20    |
| 2015-2016             | Mechelen              | D1                    | 30+5       | -50 + -9   | CB              | 3               | -2              | -                  | -                  | -                  | -           | -           | -           | 38     | -61    |
| 2016-2017             | Standard Liegi        | D1                    | 20+8       | -22 + -10  | CB              | 1               | -2              | UEL                | 3                  | -4                 | SB          | 1           | -2          | 33     | -40    |
| 2017-2018             | Standard Liegi        | D1                    | 1+1        | -2 + 0     | CB              | 6               | -6              | -                  | -                  | -                  | -           | -           | -           | 8      | -8     |
| 2018-2019             | Standard Liegi        | D1                    | 0          | 0          | CB              | 1               | -2              | UCL+UEL            | 0+0                | 0                  | SB          | 1           | -2          | 2      | -4     |
| 2019-2020             | Standard Liegi        | D1                    | 0          | 0          | CB              | 0               | 0               | UEL                | 0                  | 0                  | -           | -           | -           | 0      | 0      |
| 2020-2021             | Standard Liegi        | D1                    | 0+3        | 0 + -7     | CB              | 0               | 0               | UEL                | 0                  | 0                  | -           | -           | -           | 3      | -7     |
| Totale Standard Liegi | Totale Standard Liegi | Totale Standard Liegi | 28+12      | -31 + -17  |                 | 8               | -10             |                    | 3                  | -4                 |             | 2           | -4          | 53     | -66    |
| Totale carriera       | Totale carriera       | Totale carriera       | 603        | -727       |                 | 27              | -27             |                    | 5                  | -4                 |             | 2           | -4          | 637    | -762   |

### Cronologia presenze e reti in nazionale
| Cronologia completa delle presenze e delle reti in nazionale ― Belgio | Cronologia completa delle presenze e delle reti in nazionale ― Belgio | Cronologia completa delle presenze e delle reti in nazionale ― Belgio | Cronologia completa delle presenze e delle reti in nazionale ― Belgio | Cronologia completa delle presenze e delle reti in nazionale ― Belgio | Cronologia completa delle presenze e delle reti in nazionale ― Belgio | Cronologia completa delle presenze e delle reti in nazionale ― Belgio | Cronologia completa delle presenze e delle reti in nazionale ― Belgio |
| Data                                                                  | Città                                                                 | In casa                                                               | Risultato                                                             | Ospiti                                                                | Competizione                                                          | Reti                                                                  | Note                                                                  |
| --------------------------------------------------------------------- | --------------------------------------------------------------------- | --------------------------------------------------------------------- | --------------------------------------------------------------------- | --------------------------------------------------------------------- | --------------------------------------------------------------------- | --------------------------------------------------------------------- | --------------------------------------------------------------------- |
| 5-9-2009                                                              | A Coruña                                                              | Spagna                                                                | 5 – 0                                                                 | Belgio                                                                | Qual. Mondiali 2010                                                   | -5                                                                    |                                                                       |
| 9-9-2009                                                              | Erevan                                                                | Armenia                                                               | 2 – 1                                                                 | Belgio                                                                | Qual. Mondiali 2010                                                   | -2                                                                    |                                                                       |
| 14-11-2009                                                            | Gand                                                                  | Belgio                                                                | 3 – 0                                                                 | Ungheria                                                              | Amichevole                                                            | -                                                                     |                                                                       |
| 17-11-2009                                                            | Bruxelles                                                             | Belgio                                                                | 2 – 0                                                                 | Qatar                                                                 | Amichevole                                                            | -                                                                     |                                                                       |
| 19-5-2010                                                             | Bruxelles                                                             | Belgio                                                                | 2 – 1                                                                 | Bulgaria                                                              | Amichevole                                                            | -1                                                                    |                                                                       |
| 17-11-2010                                                            | Voronež                                                               | Russia                                                                | 0 – 2                                                                 | Belgio                                                                | Amichevole                                                            | -                                                                     |                                                                       |
| 11-11-2011                                                            | Bruxelles                                                             | Belgio                                                                | 2 – 1                                                                 | Romania                                                               | Amichevole                                                            | -1                                                                    |                                                                       |
| 25-5-2012                                                             | Bruxelles                                                             | Belgio                                                                | 2 – 2                                                                 | Montenegro                                                            | Amichevole                                                            | -1                                                                    | 51’                                                                   |
| 6-2-2013                                                              | Bruges                                                                | Belgio                                                                | 2 – 1                                                                 | Slovacchia                                                            | Amichevole                                                            | -1                                                                    |                                                                       |
| Totale                                                                |                                                                       | Presenze                                                              | 9                                                                     |                                                                       | Reti                                                                  | -11                                                                   |                                                                       |

| Cronologia completa delle presenze e delle reti in nazionale ― Belgio under 20 | Cronologia completa delle presenze e delle reti in nazionale ― Belgio under 20 | Cronologia completa delle presenze e delle reti in nazionale ― Belgio under 20 | Cronologia completa delle presenze e delle reti in nazionale ― Belgio under 20 | Cronologia completa delle presenze e delle reti in nazionale ― Belgio under 20 | Cronologia completa delle presenze e delle reti in nazionale ― Belgio under 20 | Cronologia completa delle presenze e delle reti in nazionale ― Belgio under 20 | Cronologia completa delle presenze e delle reti in nazionale ― Belgio under 20 |
| Data                                                                           | Città                                                                          | In casa                                                                        | Risultato                                                                      | Ospiti                                                                         | Competizione                                                                   | Reti                                                                           | Note                                                                           |
| ------------------------------------------------------------------------------ | ------------------------------------------------------------------------------ | ------------------------------------------------------------------------------ | ------------------------------------------------------------------------------ | ------------------------------------------------------------------------------ | ------------------------------------------------------------------------------ | ------------------------------------------------------------------------------ | ------------------------------------------------------------------------------ |
| 17-6-1997                                                                      | Shah Alam                                                                      | Uruguay under 20                                                               | 3 – 0                                                                          | Belgio under 20                                                                | Mondiali Under-20 1997 - 1º turno                                              | -3                                                                             |                                                                                |
| 19-6-1997                                                                      | Shah Alam                                                                      | Marocco under 20                                                               | 1 – 1                                                                          | Belgio under 20                                                                | Mondiali Under-20 1997 - 1º turno                                              | -1                                                                             |                                                                                |
| 22-6-1997                                                                      | Shah Alam                                                                      | Malaysia under 20                                                              | 0 – 3                                                                          | Belgio under 20                                                                | Mondiali Under-20 1997 - 1º turno                                              | -                                                                              |                                                                                |
| 25-6-1997                                                                      | Kuching                                                                        | Brasile under 20                                                               | 10 – 0                                                                         | Belgio under 20                                                                | Mondiali Under-20 1997 - Ottavi di finale                                      | -10                                                                            |                                                                                |
| Totale                                                                         |                                                                                | Presenze                                                                       | 4                                                                              |                                                                                | Reti                                                                           | -14                                                                            |                                                                                |

## Palmarès
- Campionato italiano di Serie B: 1

Bari: 2008-2009
- Coppa del Belgio: 1

Standard Liegi: 2017-2018